# Asparagus crassicladus
Asparagus crassicladus — вид рослин із родини холодкових (Asparagaceae).

## Біоморфологічна характеристика
Це карликовий кущ 30–200 см заввишки.

## Середовище проживання
Ареал: Капські провінції.
Росте на висотах 80–350 метрів.